# عزلة جبل عقد (إب)

تعديل مصدري - تعديل

عزلة جبل عقد هي إحدى عزل مديرية المخادر في محافظة إب اليمنية ويبلغ تعداد سكانها 18237 نسمة حسب التعداد السكاني في اليمن لعام 2004.

## روابط خارجية
- الجهاز المركزي للإحصاء بالجمهورية اليمنية
- المركز الوطني للمعلومات باليمن
- الدليل الشامل